# Pterodontia mellii
Pterodontia mellii är en tvåvingeart som beskrevs av Wilhelm Ferdinand Erichson 1840. Pterodontia mellii ingår i släktet Pterodontia och familjen kulflugor. Inga underarter finns listade i Catalogue of Life.